# Coupé

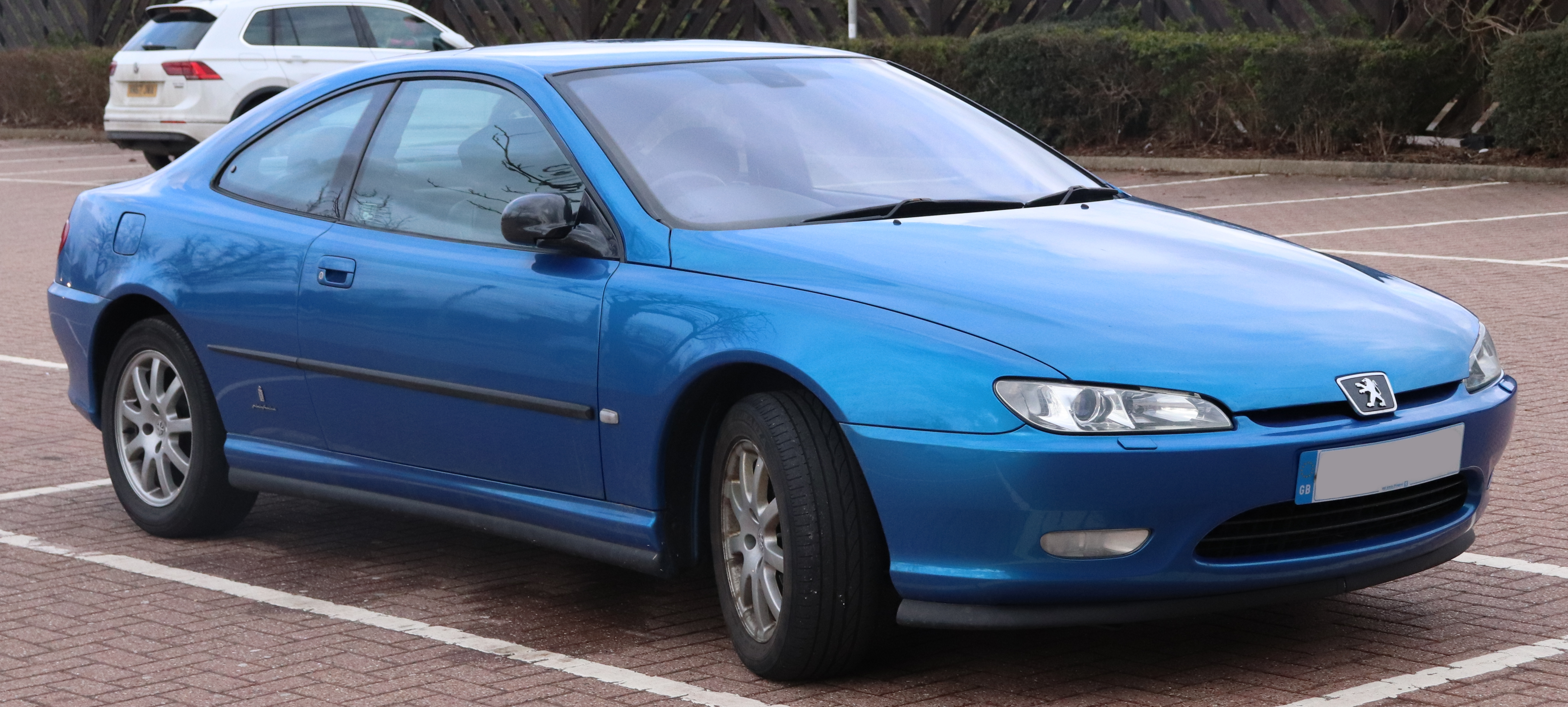
Peugeot 406 Coupé

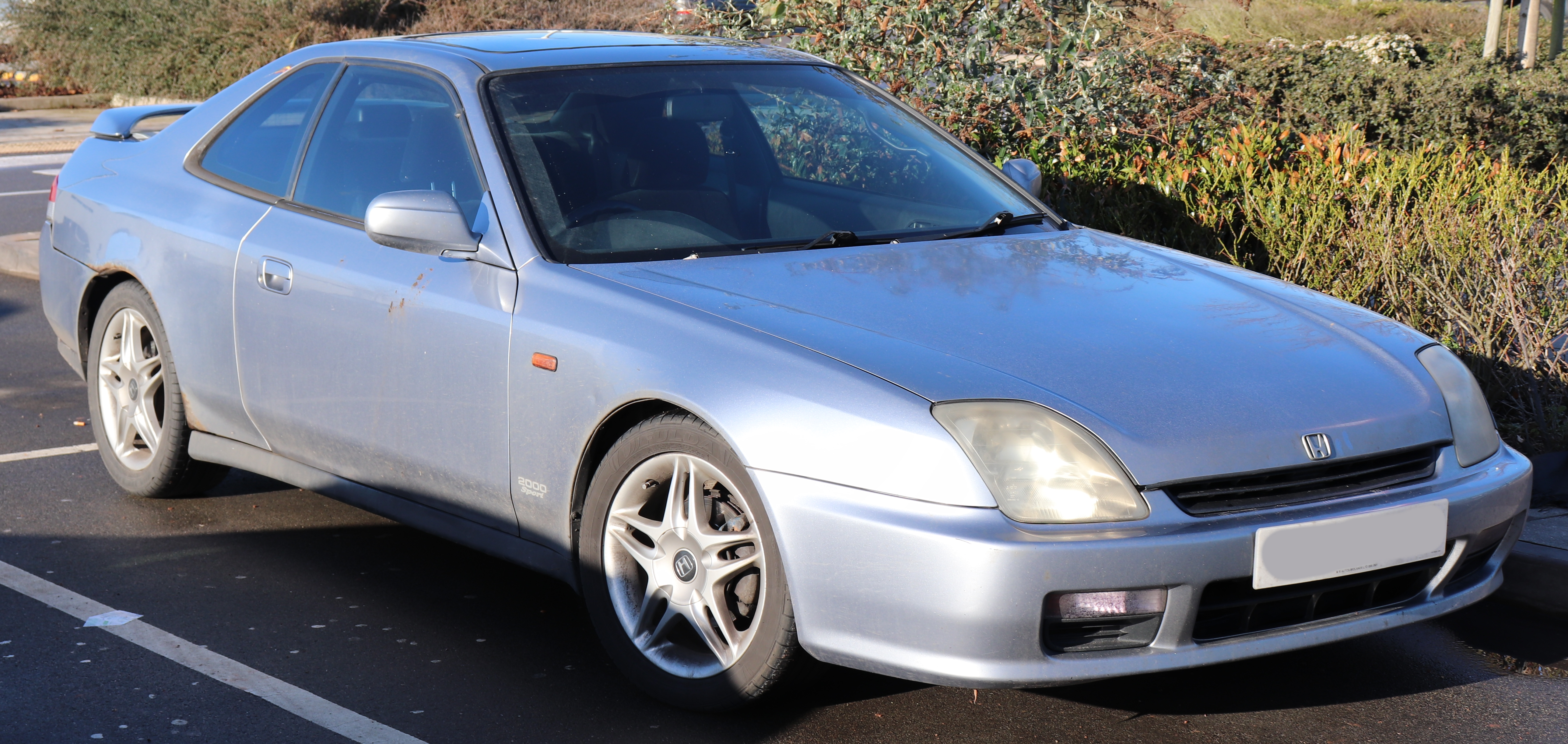
Honda Prelude

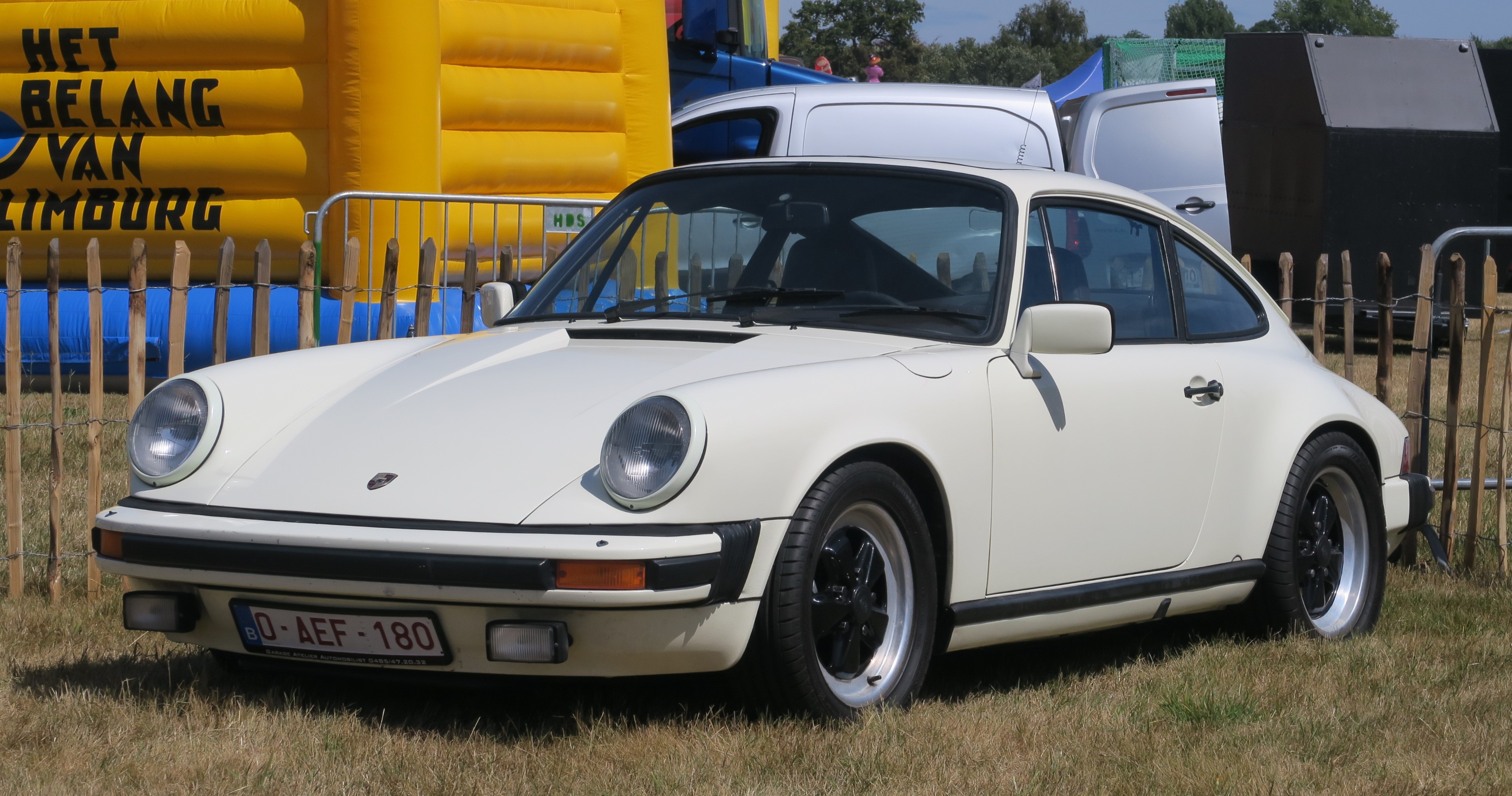
Porsche 911 SC

Coupé, cupê ou cupé é um estilo de carroceria de automóveis.
Atualmente, a designação se refere a automóveis de capota fixa geralmente para dois ocupantes ou 2+2 e de duas portas. Segundo a norma SAE J1100, a diferenciação entre o coupé e o sedã duas portas está no menor espaço (volume) atrás dos bancos traseiros. Visualmente, uma das características comuns mais marcantes neste tipo de carroceria é a suave inclinação da última coluna da capota ("Coluna C").
Esta designação é por vezes adaptada pelo marketing das montadoras para as variações dos sedãs. Recentemente, alguns fabricantes produziram coupés de 4 portas, como o Fiat Fastback, o Mercedes CLS ou o Volkswagen Passat CC, e Porsche Panamera. Também alguns fabricantes produziram hatchback coupés como é o caso do Hyundai Veloster e Volkswagen Scirocco.